# Antártida (película)
Antártida es una película española de 1995, del género suspense, dirigida por Manuel Huerga. Protagonizada por Ariadna Gil, Carlos Fuentes, Francis Lorenzo y Cristina Hoyos en los papeles principales.
Ganadora del Premio Goya a la mejor fotografía (Javier Aguirresarobe).

## Reparto
- Ariadna Gil - María
- Carlos Fuentes - Rafa
- Francis Lorenzo - inspector
- Cristina Hoyos - dueña del bar
- John Cale - Cale
- Ángel de Andrés López - matón
- Juana Ginzo - abuela
- José Manuel Lorenzo - Velasco

## Argumento
María, excantante, ex estrella musical de un grupo de rock y adicta a la heroína acaba de perder a su novio por una sobredosis. Está destrozada y sin motivación.
A punto de tocar fondo conoce a Rafa, un chico más joven que ella y con ideas claras. Después de convencer a María, roban un alijo de heroína.
Creyendo que eran unos pequeños gramos descubren que son nada más y nada menos que nueve kilos.
Por supuesto, el dueño de la droga, Velasco, no se quedará con los brazos cruzados y a partir de ese momento los problemas no hacen más que empezar para María y Rafa que se ven envueltos en una cruel persecución por parte de los mafiosos que quieren recuperar su mercancía.

## Comentarios
Según Manuel Huerga "lo importante de la película es la relación entre los dos, la droga sólo era un añadido" y Antártida "es una película sobre perdedores y por eso es más extraño que el público se enamore de los personajes"
- Datos: Q3935956